# Vuze
Ne doit pas être confondu avec Vuze (logiciel).
 (mars 2008).
Vuze est la plate-forme commerciale d’Azureus exclusivement dédiée à la vidéo, anciennement appelée Zudeo. 
Les producteurs de contenus mettent en ligne leurs œuvres sur le site Vuze, que les internautes peuvent ensuite télécharger grâce au logiciel proposé par le site et qui s’installe en dehors du navigateur grâce à la technologie Java Webstart. Alors la visualisation et le téléchargement se fait sur réseau BitTorrent du logiciel Vuze. La plate-forme intègre des fonctions Web 2.0, offrant la possibilité d'associer des mots clés aux vidéos, de les faire apparaître sur son propre blog, ou de trouver ces vidéos grâce au système de recherche et de classement.
Azureus a levé 12 millions d'euros d’investissement pour le lancement de cette plate-forme. Sa sortie est annoncée pour mars 2007 et proposera aux ayants droit de pouvoir diffuser leur contenu de manière gratuite, rémunérée par la publicité, ou payante, avec l’utilisation éventuelle de mesures techniques de protection pour la gestion des droits numériques.